# イギヨンベ
イギヨンベ（朝鮮語: 이기、용배）は、韓国の男性音楽プロデューサーグループ、作詞・作曲・編曲家である。

## メンバー
「オレオ」「仮面ライダー」「TENTEN」「PAPERMAKER」などの名義で発表された曲も、イギヨンベ関連楽曲として扱う。
イギヨンベ
- イギ(이기)→本名：イム・スホ（임수호）、旧本名：イム・ジョンイク（임종익）以前はMAPPSエンターテインメント（맵스엔터테인먼）、現在は株式会社PAPERMAKER所属。
- ソ・ヨンベ(서용배)→RBW所属。

オレオ（OREO、오레오）
- イギ
- C-no（씨노、シノ）→本名：チョ・イノ(조인호)。
- ウンキム（웅킴）→本名：キム・ウン(김웅)。

仮面ライダー（Gamenrider、가면라이더）
- ソ・ヨンベ
- イ・サンホ（이상호）→RBW所属。
- パク・ウサン（박우상）→RBW所属。

TENTEN(テンテン、텐텐)
- ソ・ヨンベ
- ソ・ジェウ（서재우）
- ウォン・ジョンホ（원정호）

PAPERMAKER（ペイパーメイカー、페이퍼메이커）
- イム・スホ（イギの本名）
- ウンキム

## 概要
2010年代以降のK-POPを代表するヒットメーカーである。
「イギヨンベ」としての最初の楽曲提供は、「Heaven」（歌：Ailee、2012年）だった。「Heaven」の共同作詞、作曲を手がけた歌手フィソンは、ソ・ヨンベが所属しているRBWの代表プロデューサーである作曲家キム・ドフンと作業を共にする関係にある。そしてMAPPSエンターテイメントの代表プロデューサーであるイ・ヒョンスンも、キム・ドフンと作業を共にしており、イギの師匠でもある。
「イギヨンベ」のローマ字表記は、“SYB & IGGY”“IGGY YONGBAE”“IGGY,SYB”などと、曲ごとに異なる。“SYB”とは、ソ・ヨンベのローマ字表記“SEO YONG BAE”の頭文字を取ったものである。
「イギヨンベ」の活動とは別に、イギが率いているグループ「オレオ」、ソ・ヨンベが率いているグループ「仮面ライダー」「TENTEN」の活動も同時並行してきた。2020年代初頭には、イギ、ウンキムは、所属事務所をPAPERMAKERへと移籍し、楽曲クレジットでもPAPERMAKER名義を使うようになった。同時期に、イギは本名の「イム・スホ」名義を使うことが多くなった。
狭義の「イギヨンベ」は、イギ、ソ・ヨンベの2人組である。しかし、「オレオ」「仮面ライダー」「PAPERMAKER」などの活動の実態を考慮すれば、イギ、ソ・ヨンベを中心に、複数のミュージシャンとチームを組んで楽曲制作をしてきた、広義の「イギヨンベ」として理解するのが妥当だろう。
イギは、2017年度からソウル芸術実用専門学校実用音楽科の教授として出講している。同校のインタビューによると、姉が好んでいた、ポップ、ヒップホップ、クラシックなど多様な音楽に影響を受けた。高校の時にギターを始め、大学の講義をきっかけに作曲を始めた。大学在学時には、ロッテワールドで毎年サークルコンテストが開催され、友達と組んだバンドによる自作曲で賞金をもらった。大学で出会った後輩の男性ボーカルグループ「キルグボング」のメンバーであるボングが、音楽的師匠である作曲家イ・ヒョンスンを紹介してくれた。本名を「イム・ジョンイク」から「イム・スホ」に改名したのは26才の時である。「イギ」のペンネームは、以前の本名「임종익」を、종익이→이기ともじったものである。イギが率いている「オレオ」のグループ名には、いつまでも良い音楽にしようという意味が込められている。
ソ・ヨンベは、もともとはアンダーグラウンドでラップをしており、自作曲を手がけていた。軍隊に行って、ラップに素質がないことを感じ、作曲家をやってみたいと思うようになった。
2012～14年には、Pledisエンターテインメント（のちにHYBE子会社）の所属グループである、Orange Caramel、 NU'EST、Hello Venusへの楽曲提供が多かった。
2015年にデビューした、SOURCE MUSIC（のちにHYBE子会社）所属の女性グループGFRIENDでは、1stミニアルバム「Season of Glass」の表題曲「Glass Bead」（2015年）から、リパッケージアルバム「RAINBOW」の表題曲「SUMMER RAIN」（2017年）に至るまで、イギヨンベが連続して、アルバム表題曲の作詞・作曲・編曲を手がけ、大ヒットを連発した。GFRIENDの「Me Gustas Tu」（2015年）と「Rough」（2016年）の2曲連続で、ストリーミング再生回数が1億回を突破した。「Rough」は、韓国ガオンチャートによる2016年の年間デジタルチャート3位。韓国のテレビ音楽番組における2016年の1位獲得回数は、「Rough」の15冠、「NAVILLERA」の14冠を合わせて計29冠を獲得し、翌2017年にTWICEが5曲で計36冠を獲得するまで、歴代女性グループ最高記録だった。
2018年以降に発表されたGFRIENDのアルバムでは、イギヨンベはアルバム表題曲を手がけなくなったが、それでも楽曲提供は、日本盤アルバム「Fallin' Light」（2019年）まで続いた。7thミニアルバム「FEVER SEASON」（2019年）表題曲「熱帯夜(Fever)」では、イギのグループ「オレオ」が手がけた。GFRIENDは2021年に解散したが、翌2022年に元メンバーのウナ、シンビ、オムジが結成したグループVIVIZ、同年にソロ歌手デビューした元メンバーのイェリンに対して、イム・スホ（イギ）などPAPERMAKER所属作家が楽曲提供している。
2017年の「第1回Soribada Best K-Music Award」では、「新韓流プロデューサー賞」を受賞した。
歌手・グループのデビュー曲を、イギ、ヨンベのいずれかが手がけた事例としては、「Heaven」（歌：Ailee）、「Glass Bead」（歌：GFRIEND）、「ダークサークル」（歌：CoCoSoRi、2016年、仮面ライダー名義）、「Hide & Seek」（歌：ASTRO、2016年）、「MoMoMo」（歌：宇宙少女、2016年、ソ・ヨンベ名義）、「Let Me In」（歌：ハスル(今月の少女)、2016年、オレオ名義）、「꿈을 Dream」（歌：Real Girls Project、2016年、仮面ライダー名義）、「Catch You」（歌：P.O.P、2017年）、「Touch」（歌：SoRi、2018年、仮面ライダー名義）、「NEON」（歌：ユキカ、2019年、オレオ名義）、「BIM BAM BUM」（歌：Rocket Punch、2019年）、「BOP BOP!」（歌：VIVIZ、2022年、PAPERMAKER名義）などがある。
イギヨンベは、アイドルグループへの楽曲提供が多いが、ゲーム音楽も手がけている。韓国のオンラインゲーム「テイルズランナー」シリーズの曲では、声優のチャン・イェナ（장예나）が、ゲームのキャラクター「ララ」（라라）に扮して歌唱した曲「風になる」「Dear My Friend」（いずれも2018年）「LALLA」（2019年）。「テイルズランナーアンダーワールド」で使用された曲「平行線」（2020年、歌：クォン・ジナ）。「テイルズドリーム」で使用された曲「このこだまの終わりについて行くならば」（2021年、歌：イェウンfeat.モンク）などである。
イギヨンベの楽曲提供対象は、韓国内のみにとどまらない。2015年に香港の女性グループAs Oneへ提供した「Candy Ball」は、中国語・韓国語双方のバージョンが制作された。この曲は、同じく香港の女性グループLolly Talkが、2021年にカバーした。

## 日本との関係
この項目では、イギヨンベ関連楽曲に、日本語の歌詞が付けられた事例。日本人歌手、日本人が在籍するグループへの楽曲提供。日本人の作詞・作曲家との共作などの事例について述べる。
日本のアイドルグループの曲では、ジャニーズ事務所所属の男性グループKis-My-Ft2の「Catch & Go!!」（2012年、アルバム「Kis-My-1st」収録）、「FIRE!!!」（2014年、アルバム「Kis-My-Journey」収録）、ライジングプロダクション所属の女性グループだったフェアリーズのシングル曲「White Angel」（2012年）、「BLING BLING MY LOVE」（2014年）の作曲を、イギヨンベが手がけた（いずれも日本人作曲家と共作）。
最初に韓国語バージョンが発表され、のちに日本語バージョンが発表された事例としては、「Heaven」（歌：Ailee）、「Glass Bead」「Me Gustas Tu」「Rough」「NAVILLERA」「LOVE WHISPER」（いずれも歌：GFRIEND、日本向けベストアルバム「今日から私たちは 〜GFRIEND 1st BEST〜」収録）などがある。GFRIENDの日本オリジナル曲「Fallin' Light」（2019年）は、日本人作曲家のCarlos K.が、イギヨンベと共作した。
日本のゲーム「アイドルマスターシリーズ」を原作とした韓国のドラマ「THE IDOLM@STER.KR」で結成された女性グループReal Girls Project（2016～17年）では、ソ・ヨンベのグループ「仮面ライダー」が複数の楽曲を提供した。Real Girls Projectに参加した日本人の寺本來可（ユキカ）は、プロジェクト終了後の2019年に韓国でソロ歌手デビューし、デビュー曲「NEON」は、イギのグループ「オレオ」が提供した 。
日本人メンバー3人が在籍するTWICEには「AFTER MOON」（オレオ名義、2018年）などを提供した。
日本のAKB48グループが参加し、IZ*ONEメンバーを選考したオーディション番組「PRODUCE 48」（2018年、Mnet）では、「1000%-SummerWish」（オレオ名義）、「To reach you」（イ·サンホ、ヨンベ(仮面ライダー)名義）、「As I Dream(夢を見ている間) 」を提供した。PRODUCE 48の第8回では、イギのグループ「オレオ」と、ソ・ヨンベのグループ「仮面ライダー」が、VTRで登場した。「As I Dream」の日本語バージョンは、秋元康が作詞した。
IZ*ONE結成後では、「DESTINY」（2020年）、「Slow Journey」（2020年）、「Lesson」（2021年、作詞：秋元康、作曲：チェ・イェナ、イギ、ウンキム）を提供した。
高橋朱里は、PRODUCE 48出演をきっかけに、AKB48を卒業してRocket Punchのメンバーに転身した。Rocket Punchの「BIM BAM BUM」（2019年、日本語バージョンは2021年）、「JUICY」（2020年）などの曲も、イギヨンベが提供した。

## 楽曲の特徴
シンセサイザーを使用した電子音が主体の曲や、ストリングスなどの生楽器を使用した曲など、編曲（アレンジ）の作風は幅広い。
GFRIENDの「Me gustas tu」と「Rough」は、ストリングスと、エレキギターによるディストーションサウンド（ギター演奏：チョン・ジェピル（정재필）)を駆使したアレンジである。
「Shower」（歌：INFINITE、2014年）「On the road」（歌：DIA、2016年）、「Fall In Love」（歌：GFRIEND、オレオ名義、2016年）、「To Heart」（歌：fromis_9、2018年）、「ハヌルハヌル」（歌：MAMAMOO、2018年）、「NEON」（歌：ユキカ、オレオ名義、2019年）などは、ストリングスと、デジタルビートを組み合わせたアレンジの曲である。
「Summer Rain」（歌：GFRIEND）では、イントロで、シューマンのソナタ集「詩人の愛 op.48-1」を引用した。
イギヨンベ関連楽曲のストリングスアレンジは、クォン・ソコン（권석홍）が手がけていることが多い。クォンは、ソ・ヨンベと同じく、RBWに所属している 。2018年の報道によると、クォンは過去に1300もの楽曲を手がけ、平昌オリンピックの受賞式で使われた音楽も担当した。
イギヨンベ関連楽曲で、ストリングス演奏を担当することが多い「ユンストリングス（융스트링）」は、BIGBANG、AFTERSCHOOL、EXOなど、K-POPの楽曲を数多く手がけてきた。
K-POP界全体の傾向としては、2008～12年ごろは、「勇敢な兄弟」「新沙洞の虎」などの作曲者による、「短調＋電子音」の楽曲が活況を呈したが、13年以降は、徐々に「長調＋生音」が好まれるようになってきた。イギヨンベの楽曲では、全く同じ音で構成される音列を使って、長調から短調、短調から長調などと調を変える「平行調転調」の使用が多い。
2016年7月にオーマイニュースが配信した記事で、キム・サンファは、GFRIENDの「Me gustas tu」「Rough」などについて、「1990年代の日本のアニメーション主題歌を連想させる軽快なポップロックサウンド」と評した 。「NEON」（歌：ユキカ）は、日本の1980年代風シティ・ポップのような曲調である。
「하늘 아래서（ハヌル　アレソ/空の下で）」（歌：GFRIEND、2015年）、「하늘하늘（ハヌルハヌル）」（歌：MAMAMOO）など、曲名や歌詞に「ハヌル」（日本語訳は「空」「天」）という単語を使用した事例が多い。

## イギヨンベ名義の楽曲
共作者の表記が無い曲は、いずれも作詞・作曲・編曲：イギヨンベである。

### 2012年
- Ailee「Heaven」韓国語版は2月9日、シングル、フィソンと共同作詞、作曲。日本語版シングルは2013年11月6日。
- Kis-My-Ft2[22]「Catch & Go!!」3月28日、アルバム「Kis-My-1st」収録。作詞：ENA☆、作曲：CHOKKAKU・SYB・IGGY、編曲：CHOKKAKU。
- NU'EST「Action」7月11日、ミニアルバム「Action」表題曲。
- Orange Caramel「Lipstick」韓国語版は9月12日、シングル。日本語版は2013年3月13日、アルバム「ORANGE CARAMEL」収録[23]。
- フェアリーズ「White Angel」11月14日、シングル「White Angel」表題曲。作詞：Satomi、作曲：BOY SKI MASK・SHIKATA・SYB & IGGY、編曲：BOY SKI MASK。

### 2013年
- NU'EST「Beautiful Solo」2月13日、ミニアルバム「여보세요（ヨボセヨ）」収録。
- Hello Venus「차 마실래?(お茶飲むよ？/Would you stay for tea?)」5月2日、ミニアルバム「차 마실래?」表題曲。
- B1A4「Yesterday」韓国語版は5月6日、ミニアルバム「이게 무슨 일이야」収録。日本語版は2014年3月19日、アルバム「2」収録[24]。韓国語作詞はBAROと共作。日本語作詞：MEG.ME[25]。
- NU'EST「Pretty (예뻐) (Feat. ユアラ(유아라) of　Hello Venus)」8月22日、ミニアルバム「잠꼬대（寝言）」収録。
- NU'EST「Don't Wear Revealing Clothes(야하게 입지마)」ミニアルバム「잠꼬대（寝言）」収録。

### 2014年
- ソン・ウニ（송은이）、ソン・スンヒョン（FTISLAND）「Age-Height(나이-키)」1月9日、デジタルシングル。
- B1A4「길（道）」1月13日、アルバム「Who Am I」収録。
- Orange Caramel「까탈레나(Catallena)」3月12日、シングル「Catallena」表題曲。
- Orange Caramel「So Sorry」シングル「Catallena」収録。
- 3B[26]「한걸로」3月14日、デジタルシングル。アンリと共同作詞・作曲。
- MBLAQ「남자답게 (男らしく/Be a man)」3月24日、ミニアルバム「BROKEN」表題曲、フィソンと共同作詞・作曲。
- ペチギ「뜨래요(Feat. アンリ of 3B)」3月24日、デジタルシングル。アンリと共同作曲。
- Orange Caramel「Abing abing(아빙아빙)」5月20日、デジタルシングル。
- INFINITE「Shower (소나기/にわか雨)」5月21日、アルバム「Season 2」収録、イ・ホウォン（이호원）、アンリと共同作詞、アンリと共同作曲。
- Kis-My-Ft2[27]「FIRE!!!」7月2日、アルバム「Kis-My-Journey」収録。作詞：HusiQ.K・T.Fxxx、作曲：CHOKKAKU・SYB・IGGY、編曲：CHOKKAKU。
- Orange Caramel「My Copycat(나처럼 해봐요/私のようにしてみます)」8月18日、シングル「나처럼 해봐요」収録。
- Orange Caramel「江南通り（강남거리/The Gangnam Avenue）」「나처럼 해봐요」収録。
- ペチギ「소년점프（少年ジャンプ/Boy Jump）」8月29日、デジタルシングル、アンリと共同作曲。
- フェアリーズ「BLING BLING MY LOVE」9月3日、シングル「BLING BLING MY LOVE」表題曲。作詞：Satomi、作曲：S1CKONE、SHIKATA、SYB、IGGY、編曲：S1CKONE。
- ALi(알리)「ポンポン（펑펑）」11月12日、ミニアルバム「TURNING POINT」表題曲、チャン・ウォンギュ（장원규）と共同作詞・作曲。
- アンリ、MYK「Mama」11月17日、デジタルシングル「Seed」収録、アンリ、MYKと共同作曲、アンリと共同編曲。
- アンリ、MYK「Seed」「Seed」表題曲、アンリと共同作曲・編曲。
- アンリ「Take On Me」12月17日、デジタルシングル「Take On Me」収録、アンリと共同作詞・作曲・編曲。

### 2015年
- GFRIEND「Intro (Season of Glass)」1月15日、ミニアルバム「Season of Glass」収録、インスト。
- GFRIEND「Glass Bead(유리구슬/ガラス玉)」韓国語版は「Season of Glass」表題曲。日本語版は2018年5月23日「今日から私たちは 〜GFRIEND 1st BEST〜」収録、日本語作詞：SHOW。ストリングスアレンジ：クォン・ソコン、ストリングス演奏：ユンストリングス[要出典]。
- GFRIEND「White」「Season of Glass」収録。
- As One（英語版）「Candy Ball」（中国語版）（韓国語版）7月13日、デジタルシングル。中国語作詞：曾懿德、韓国語作詞：MayBee[28][29]。
- GFRIEND「Intro (Flower Bud)」7月23日、ミニアルバム「Flower Bud」収録、インスト。
- GFRIEND「오늘부터 우리는（今日から私たちは）Me gustas tu」韓国語版は「Flower Bud」表題曲。日本語版は「今日から私たちは 〜GFRIEND 1st BEST〜」収録、日本語作詞：anan。ストリングスアレンジ：クォン・ソコン、ストリングス演奏：INJ Strings。
- GFRIEND「One」「Flower Bud」収録。
- ユ・ソンウン（유성은）「Nothing (Feat. ムンビョル(문별） of MAMAMOO)」10月13日、ミニアルバム「2nd MINI ALBUM」表題曲、作詞：スホ、ムンビョル[要出典]。
- UP10TION「여기여기 붙어라 (Catch me!)」11月27日、ミニアルバム「BRAVO」表題曲。

### 2016年
- GFRIEND「시간을 달려서(Rough)」[30]韓国語版は1月25日、ミニアルバム「SNOWFLAKE」表題曲。日本語版は「今日から私たちは 〜GFRIEND 1st BEST〜」収録、日本語作詞：JUNE/Miz。ストリングスアレンジ：クォン・ソコン、ストリングス演奏：ユンストリングス。
- GFRIEND「Say My Name (내 이름을 불러줘)」「SNOWFLAKE」収録。
- ASTRO「숨바꼭질(かくれんぼ/HIDE&SEEK) 」2月23日、ミニアルバム「Spring Up」表題曲。
- FIESTAR「A SIP OF LIPS (입술 한 모금)」3月9日、ミニアルバム「A Delicate Sense」収録。チェ・ガプォン（최갑원）、イェジ（예지）と共同作詞。
- DIA「그 길에서 (その道で/On the road) 」6月14日、ミニアルバム「HAPPY ENDING」表題曲、フィヒョン（희현）、bluesunと共同作詞。
- ASTRO「숨가빠(息つまって/Breathless) 」7月1日、ミニアルバム「Summer Vibes」表題曲。
- GFRIEND「너 그리고 나 (あなた、そして私/NAVILLERA)」韓国語版は7月1日、アルバム「LOL」表題曲。日本語版は「今日から私たちは 〜GFRIEND 1st BEST〜」収録、日本語作詞：JUNE/Miz。ストリングスアレンジ：クォン・ソコン、ストリングス演奏：ユンストリングス[要出典]。
- GFRIEND「Distance (한 뼘)  」アルバム「LOL」収録。
- BENKIFF「틴트 묻은 필터 」8月12日、作・編曲のみ参加。
- ファン・チヨル、ウナ（GFRIEND）「반딧불이 (蛍の光/Firefly) (Feat. リルボイ（릴보이） Of キクス（긱스）) 」10月12日、「Fall, in girl Vol.1」収録、リルボイと共同作曲[31][32]。
- ASTRO「고백(告白/Confession) 」11月10日、 ミニアルバム「BURST」表題曲。
- GFRIEND「NAVILLERA＋Rough　メドレー」11月19日、Melon Music Awardsで披露された特別メドレー。「NAVILLERA」部分の編曲は、原曲と大きく異なっており、メンバーのユジュのみが歌っている。CD、配信では音源化されていない。編曲者は不明だが、おそらくイギヨンベ、クォン・ソコンが手がけたと思われる。

### 2017年
- GFRIEND「FINGERTIP」3月6日、ミニアルバム「THE AWAKENING」表題曲。
- P.O.P「START 161516」7月26日、ミニアルバム「Puzzle Of POP」収録、インスト。
- P.O.P「Catch You(애타게 GET하게/切なくGETして)」[33]「Puzzle Of POP」表題曲。
- P.O.P「Secret Diary (비밀일기/秘密日記)」「Puzzle Of POP」収録。
- P.O.P「Memory」「Puzzle Of POP」収録。
- GFRIEND「INTRO (BELIEF)」8月1日、ミニアルバム「PARALLEL」収録、インスト。
- GFRIEND「LOVE WHISPER(귀를 기울이면/耳をすませば)」韓国語版は「PARALLEL」表題曲。日本語版は「今日から私たちは 〜GFRIEND 1st BEST〜」収録、日本語作詞：SHOW/KAHO。ストリングスアレンジ：クォン・ソコン、ストリングス演奏：ユンストリングス[要出典]。
- GFRIEND「One-Half (이분의 일 1/2) 」ミニアルバム「PARALLEL」収録。ストリングスアレンジ：クォン・ソコン、ストリングス演奏：ユンストリングス。
- N.Flying「다행이야（よかった）」8月2日、ミニアルバム「The Real : N.Flying」収録。
- PRISTIN「You're My Boy (너 말야 너)」8月23日、ミニアルバム「SCHXXL OUT」収録。
- GFRIEND「Summer Rain(여름비/夏の雨)」9月13日、リパッケージミニアルバム「RAINBOW」表題曲。ストリングスアレンジ：クォン・ソコン、ストリングス演奏：ユンストリングス[要出典]。

### 2018年
- fromis_9「To Heart」1月24日、ミニアルバム「To. Heart」表題曲。
- GFRIEND「TIK TIK' (틱틱)」4月30日、アルバム「Time for the moon night」収録。
- fromis_9「CLOVER」6月5日、ミニアルバム「To. Day」収録。
- fromis_9「FIRST LOVE」「To. Day」収録。
- MAMAMOO「하늘하늘 (청순)/ハヌルハヌル（清純）」7月16日、ミニアルバム「RED MOON」収録。ストリングスアレンジ：クォン・ソコン[34]。
- GFRIEND「Vacation」7月19日、ミニアルバム「Sunny Summer 」収録。
- PRODUCE48「꿈을 꾸는 동안 / 夢を見ている間」（韓国語版）（日本語版）9月1日、「PRODUCE 48 - FINAL」収録、日本語作詞：秋元康。IZ*ONEのミニアルバム「COLOR*IZ 」（同年10月29日）には、IZ*ONEメンバーが歌い直した韓国語バージョン、日本1stアルバム「Twelve」（2020年10月21日）には日本語バージョンが収録された。
- パク・ソンヨン（박성연）「복숭아(Peach)」10月20日、Hikaruと共同作詞・作曲、編曲：ミ・チャミョ（미참여）。
- UNDER19[35]「We are young」11月25日。
- ララ「바람이 되어/風になる」[36][37]12月20日、ゲーム「テイルズランナーO.S.T　Part1&2」収録。編曲：ミンキ（밍키）[38]。
- ララ「Dear My Friend」「テイルズランナーO.S.T　Part1&2」収録。

### 2019年
- ララ「LALLA」1月7日、「テイルズランナー Special O.S.T」収録。
- GFRIEND「You are not alone」1月14日、アルバム「Time for us」収録。
- GFRIEND「Only 1」「Time for us」収録、編曲：ミ・チャミョ。
- UNDERNINETEEN「Shoot A Star (별을 쏘다/星を撃つ)」2月9日、「UNDER19 FINAL」収録、アンリと共同作詞・作曲。
- Rocket Punch「PINK PUNCH」8月7日、ミニアルバム「PINK PUNCH」収録、インスト。
- Rocket Punch「BIM BAM BUM」韓国語版は「PINK PUNCH」表題曲。日本語版は2021年8月4日、ミニアルバム「Bubble Up！」収録[39]。
- GFRIEND「Fallin' Light (天使の梯子)」11月13日、アルバム「Fallin' Light」収録。作詞：IGGY（イギ）、SYB、FUNK UCHINO、GRACE、作曲・編曲：IGGY、SYB、Carlos K.、ストリングスアレンジ：クォン・ソコン[34]。
- MAMAMOO「4x4ever」11月14日、アルバム「reality in BLACK」収録。作詞：イ・サンホ、イギ、ソ・ヨンベ、ムンビョル、作曲：イ・サンホ、イギ、ソ・ヨンベ、Mayu Wakisaka、編曲：イギ、ソ・ヨンベ。
- ジヨン（T-ARAのメンバー）「I Wish」12月26日、ミニアルバム「SENPASS」収録。
- ジヨン「Black & White」ミニアルバム「SENPASS」収録。
- GFRIEND「Rough バラードバージョン」2016年に発表された「Rough」の別バージョン。2019年に開催されたアジアツアーコンサート「GO GO GFRIEND」で披露された。編曲者不明。

### 2020年
- Rocket Punch「Lilac (다시,봄/また、春)」2月10日、ミニアルバム「RED PUNCH」収録。
- IZ*ONE「DESTINY (우연이 아니야/偶然じゃない）」2月17日、アルバム「BLOOM*IZ」収録、イ・スラン、So Jayと共同作詞。
- DIA「Hug U(감싸줄게요/包んであげる)」6月10日、ミニアルバム「Flower 4 Seasons」表題曲。
- Rocket Punch「BLUE PUNCH」8月4日、ミニアルバム「BLUE PUNCH」収録、インスト。
- Rocket Punch「JUICY」「BLUE PUNCH」表題曲。
- IZ*ONE「Slow Journey (느린 여행/遅い旅行) 」12月7日、ミニアルバム「One-reeler / Act Ⅳ」収録、キム・チェウォンと共同作詞・作曲。
- クォン・ジナ（朝鮮語版）「平行線 (평행선/Light and Darkness)」12月16日、ゲーム「テイルズランナーアンダーワールド（테일즈런너 언더월드 ）」O.S.T。

### 2021年
- イェウン（예은）feat.モンク（몽크）「이 메아리의 끝을 따라가다 보면（このこだまの終わりについて行くならば）」[40][41]3月10日、ゲーム「テイルズドリーム（테일즈드림）」O.S.T。編曲：ミ・チャミョ（미참여）。
- Lolly Talk[42]「Candy Ball聖誕特別版（クリスマスバージョン）」12月25日、As Oneが2015年に発表した曲のカバー。編曲：@chickenisachickenz。
- Sinnie Yanny（Lolly Talkのメンバー）「Candy Ball cover」12月31日、アレンジは上記と同じ。

### 2022年
- VIVIZ「밤 + 시간을 달려서 (Time for the glory) 」4月1日、アルバム「＜Queendom2＞ Part.1-1」収録。GFRIENDの楽曲「밤 (夜/Time for the moon night)」（2018年、イギヨンベ作品では無い）と、「Rough」（2016年）を合わせたメドレーで、リアレンジ、セルフカバーした楽曲。Mnetの音楽番組「QUEENDOM2」で歌唱された[43]。作詞：ノ・ジュファン（노주환）、イム・スホ、ソ・ヨンベ、作曲：ノ・ジュファン、イ・ウォンジョン（이원종）、イム・スホ、ソ・ヨンベ、編曲：Factist。

## オレオ名義の楽曲
この項目の楽曲は、原則として作詞・作曲・編曲：オレオだが、「イギ、C-no、ウンキム」と、個人名が表記されている場合もある。

### 2015年
- LOVELYZ「작별하나 (別れ一つ/Shooting Star)」10月1日、ミニアルバム「Lovelyz8」収録。Sweetchと共同作詞・作曲・編曲。[要出典]

### 2016年
- MELODYDAY「깔로 (Color)」7月1日、ミニアルバム「COLOR」表題曲、ONESTAと共同作詞・作曲・編曲。
- GFRIEND「INTRO」7月11日、アルバム「LOL」収録、インスト。
- GFRIEND「물들어요（染まるよ）Fall In Love」「LOL」収録。ストリングスアレンジ：クォン・ソコン、ストリングス演奏：ユンストリングス。
- GFRIEND「Water Flower」「LOL」収録。
- HALO「Popcorn」9月1日、ミニアルバム「HAPPY DAY」収録[要出典]。
- HALO「마리야/マリヤ」「HAPPY DAY」収録。作詞：KZ、チェヨン（재용）。
- HALO「싹 다 버려（みな捨てて）」「HAPPY DAY」収録。ノ・ジュファンと共同作詞。
- HALO「네 편 (Yours)」「HAPPY DAY」収録。ノ・ジュファンと共同作詞・作曲・編曲。
- INFINITE「Zero」9月19日、ミニアルバム「INFINITE ONLY（朝鮮語版）」収録、チャン・ドンウ（장동우）、ホヤ（호야）と共同作詞。
- UP10TION「하얗게 불태웠어 (White Night)」12月2日、ミニアルバム「BURST」表題曲。
- ハスル（今月の少女）「소년, 소녀 (少年、少女/Let Me In)」12月15日、シングル「HaSeul」表題曲。ストリングスアレンジ：Kim Ung（キム・ウン）、Choi Myeong Hee（チェ・ミョンヒ）、ストリングス演奏：Young Strings（ユンストリングス）[44]。

### 2017年
- Red Velvet「Would U」3月31日、シングル（SM STATION 2）。作詞：1월 8일(Jam Factory)、作曲：オレオ, Andreas Oberg, Simon Petren、編曲：オレオ。
- 今月の少女1/3「비의 목소리 51db(雨の声/Rain 51db)」4月27日、リパッケージアルバム「Love&Evil」収録。
- チョンハ「Why Don’t You Know (Feat.Nucksal)」6月7日、ミニアルバム「HANDS ON ME」表題曲。ノクサル（넉살）と共同作詞。
- パク・ボラム（朝鮮語版）「넌 왜?(あなたはなぜ？/Why, You?)Feat. ソサムエル（朝鮮語版）」7月13日、ミニアルバム「ORANGE MOON」表題曲。ソサムエルと共同作詞[要出典] 。
- パク・ボラム「MOONWALK」「ORANGE MOON」収録。
- パク・ボラム「아이러니(Irony)」「ORANGE MOON」収録。パク・ボラムと共同作詞。

### 2018年
- YDPP「LOVE IT LIVE IT」4月5日、シングル。
- Mad Clown X Ailee「갈증(渇き/Thirst)」[45]4月12日、デジタルシングル。Beautiful Noise, Kim Seung Minと共同作詞[46]。
- Mad Clown X Ailee「갈증(Thirst) Sports Remix By DJ Vanto」リミックスバージョン
- PRODUCE48[47]「1000%-SummerWish」8月18日、アルバム「PRODUCE 48 - 30 Girls 6 Concepts」収録。作詞・作曲：イギ、C-no、ウンキム、編曲：C-no、ウンキム。
- TWICE「AFTER MOON」11月5日、ミニアルバム「YES or YES」収録。

### 2019年
- ユキカ「NEON」2月22日、シングル。
- GFRIEND「Fever(열대야 / 熱帯夜)」7月1日、ミニアルバム「FEVER SEASON」表題曲。作詞・作曲：イギ、C-no、ウンキム、編曲：C-no、ウンキム。
- Golden Child「Our Heaven 둘만의 천국」11月18日、アルバム「Re-boot」収録。

### 2020年
- キルグボング（朝鮮語版）「Milky Way(은하수/銀河水)」[48]5月5日、作詞：イギ、ウンキム、リムゴ(림고)、作曲：イギ、ウンキム、編曲：ウンキム。[49]
- 宇宙少女「Where You Are(바램/願い)」6月14日、ミニアルバム「Neverland」収録。エクシ（엑시、宇宙少女メンバー）と共同作詞。
- ユキカ「From HND to GMP」[50]7月21日、アルバム「ソウル女子（서울여자）」収録、前年発表の「NEON」におけるイントロ部分を改変したインスト。
- ユキカ「NEON 1989」「ソウル女子」収録、「NEON」のリミックス、Remixed by ESTi。

### 2021年
- IZ*ONE「Lesson」3月13日、オンラインコンサート「ONE, THE STORY」で披露された。作詞：秋元康、作曲：チェ・イェナ、イギ、ウンキム、編曲：D.ORI[要出典]。

## 仮面ライダー名義の楽曲
個人名の表記が無い曲は、いずれも作詞・作曲・編曲：仮面ライダーである。

### 2016年
- CoCoSoRi「ダークサークル」1月5日、シングル「Dark Circle」収録。
- Real Girls Project「꿈을 Dream」8月25日、デジタルシングル「꿈을 Dream」収録。
- Real Girls Project「One For All」8月25日、「꿈을 Dream」収録。

### 2017年
- Real Girls Project スジ＆チウォン（수지&지원）「Memories」5月15日、デジタルシングル「THE IDOLM@STER.KR OST Part.1」収録。
- Real Girls Project Red Queen「ACACIA 」5月22日、デジタルシングル「THE IDOLM@STER.KR OST Part.2」収録。
- Real Girls Project「PINGPONG GAME 」8月4日、デジタルシングル「PINGPONG GAME」収録。
- Real Girls Project「Not End... But And!! 」10月13日、デジタルシングル「아이돌마스터.KR OST Part 4」収録。
- Real Girls Project「Let's get started 」「아이돌마스터.KR OST Part 4」収録。

### 2018年
- MIXNINE（朝鮮語版）[51]「HUSH(쉿!)」1月7日、「믹스나인 Part.4」収録、チョン・イルン（정일훈）と共同作詞・作曲[要出典]。
- SF9「Unlimited」韓国語版は7月31日、ミニアルバム「Sensuous」収録。日本語版は2019年9月11日、シングル「RPM」収録。日本語作詞：LITTLE[52]。
- SoRi「Touch」9月4日、シングル「Touch」収録、Basickと共同作詞[要出典]。
- PRODUCE48・記憶操作団(기억 조작단[53]）「너에게 닿기를(君に届くように/To reach you)」8月18日、アルバム「PRODUCE 48 - 30 Girls 6 Concepts」収録。作詞・作曲・編曲：イ·サンホ、ヨンベ（仮面ライダー）。
- ONEUS「LAST SONG」9月27日、デジタルシングル「데뷔하겠습니다（デビューさせていたたきます）」収録。

### 2020年
- SoRi「Initial S」8月30日、デジタルシングル。

## TENTEN名義の楽曲
この項目の楽曲は、原則として作詞・作曲・編曲：TENTENである。

### 2018年
- NeonPunch「MOONLIGHT」（韓国語版）（中国語版）6月27日、シングル「MOONLIGHT」表題曲。中国語作詞：REN LIJIA(任立佳)[要出典]。

### 2019年
- NeonPunch「Tic Toc」1月30日、ミニアルバム「Watch out」表題曲。
- NeonPunch「My Friends」「Watch out」収録。
- Venus「Turn Signal」8月6日、シングル[要出典]。

## PAPERMAKER名義の楽曲

### 2022年
- VIVIZ「Intro.」2月9日、ミニアルバム「Beam Of Prism」収録。作曲：イム・スホ（PAPERMAKER）、ウンキム（PAPERMAKER）、PAPERMAKER、編曲：イム・スホ（PAPERMAKER）、ウンキム（PAPERMAKER）[要出典]。
- VIVIZ「BOP BOP!」「Beam Of Prism」表題曲。作詞：ファン・ユビン（황유빈）、ミリム（PAPERMAKER）、作曲：イム・スホ（PAPERMAKER）、ウンキム（PAPERMAKER）、Anna Timgren、PAPERMAKER、編曲：イム・スホ（PAPERMAKER）、ウンキム（PAPERMAKER）。
- イェリン（元GFRIEND）「Believer」5月18日、ミニアルバム「ARIA」収録。作詞：イム・スホ（PAPERMAKER）、Naasim（PAPERMAKER）、Dr.Han（PAPERMAKER）、作曲：イム・スホ（PAPERMAKER）、Naasim（PAPERMAKER）、Dr.Han（PAPERMAKER）、Sofia Vivire、編曲：イム・スホ（PAPERMAKER）、Naasim（PAPERMAKER）、Dr.Han（PAPERMAKER）[要出典]。
- BOYS PLANET「난 빛나 (私は輝いている/Here I Am)」12月29日の放送で初公開。作詞：PAPERMAKER、チンリ (Full8loom)など、作曲：PAPERMAKER。

## 他の楽曲

### 2014年
- INFINITE「Diamond」韓国語版は7月22日、リパッケージアルバム「Be Back」収録。日本語版は2014年12月24日、シングル「Dilemma」収録。韓国語作詞：イギ、チャン・ウォンギュ（장원규）、作曲：イギ、チャン・ウォンギュ、Meng이、編曲：Meng이[要出典][54]。

### 2015年
- ダビチ「행복해서 미안해 (幸せでごめん/Sorry, I'm Happy)」1月21日、ミニアルバム「DAVICHI HUG（朝鮮語版）」表題曲。作詞・作曲・編曲：イギ、チャン・ウォンギュ、ノ・ジュファン。
- パク・ボラム（朝鮮語版）「연예할래 (演芸するよ/CELEPRETTY)」4月23日、ミニアルバム「CELEPRETTY」表題曲。作詞：イギ、Sweetch, 톰과 제리（トムグァジェリ）、作曲・編曲：イギ、Sweetch、ノ・ジュファン[55]。
- MAMAMOO「갑과 을 (甲と乙/No no no)」6月19日、ミニアルバム「Pink Funky」収録。作詞：ソ・ヨンベ、パク・ウサン、ムンビョル（문별）、作曲：ソ・ヨンベ、パク・ウサン、編曲：パク・ウサン[56]。
- GFRIEND「하늘 아래서（空の下で/Under The Sky ）」7月23日、ミニアルバム「Flower Bud」収録。作詞・作曲：イギ、ホン・ボムギュ（홍범규）、キム・ウン（김웅）、編曲：ホン・ボムギュ、キム・ウン。

### 2016年
- GFRIEND「INTRO (Snowflake)」1月25日、ミニアルバム「SNOWFLAKE」収録、インスト。作曲・編曲：ホン・ボムギュ、ウンキム。
- 宇宙少女「MoMoMo」2月25日、ミニアルバム「WOULD YOU LIKE?」表題曲。作詞：キム・イナ（김이나）、エクシ、作曲：ソ・ヨンベ、キム・ドフン(김도훈)、編曲：ソ・ヨンベ[要出典]。
- ユ・ソンウン（英語版） (feat.Kisum（英語版）)「Jealousy(질투/嫉妬)」4月11日、デジタルシングル。
- ASTRO「불꽃놀이（花火/Fireworks)」7月1日、ミニアルバム「Summer Vibes」収録。作詞：ソ・ヨンベ、パク・ウサン、チンジン（진진）、ラキ（라키）、作曲・編曲：ソ・ヨンベ、パク・ウサン[要出典]。
- Ladies' Code「더 레인(The Rain) 」10月13日、ミニアルバム「STRANG3R」収録。作詞：GDLO、ファンヒョン（황현）、シナネス（신아녜스）、作曲：ファンヒョン、オレオ、編曲：ファンヒョン。

### 2017年
- LABOUM「Hwi hwi」韓国語版 は4月12日、ミニアルバム「MISS THIS KISS」表題曲。日本語版は2018年11月7日、シングル「Hwi hwi」表題曲。韓国語作詞：イ・サンホ、ソ・ヨンベ、日本語作詞：＃101、作曲：イ・サンホ、ソ・ヨンベ、Andreas Ohrn、Chris Wahle[57]。
- Real Girls Project デビュー組「두 번째 고백（二番目の告白）」6月16日、デジタルシングル「THE IDOLM@STER.KR OST Part.3」収録。作詞：ソ・ヨンベ、ソ・ジェウ(서재우)、イ・ミニョク(이민혁)、チョン・イルン(정일훈)、作曲：ソ・ヨンベ、ソ・ジェウ(서재우)、編曲：ソ・ヨンベ[要出典]。

### 2018年
- N.Flying「Hot Potato (뜨거운 감자) 」1月3日、ミニアルバム「HOT POTATO」収録。作詞：キム・チャンナク(김창락）、ソ・ヨンベ、イ・スンヒョン（이승협）、作曲：Cesar Peralta、キム・チャンナク、ソ・ヨンベ、編曲：Cesar Peralta,、チョ・セフェ(조세희)。[58]
- 今月の少女「Stylish」8月20日、ミニアルバム「+ +」収録。作詞：イギ、Lambo、作曲・編曲：Macdermid、Emma O'Gorman、Marc Lian、David Brant、イギ[要出典]。ミニアルバム「+ +」収録。

### 2020年
- 宇宙少女Chocome「흥칫뿡（フンチップン/Hmph！）」[59]10月7日、シングル「フンチップン」表題曲。作詞・作曲：キム・ドフン、ソ・ヨンベ、編曲：ソ・ヨンベ。
- 宇宙少女Chocome「Ya Ya Ya」「フンチップン」収録。Baby V.O.Xが1998年に発表した曲のカバー。作詞：キム・ヒョンソク、ヨ・ジョンユン（여정윤）、作曲：キム・ヒョンソク、編曲：ソ・ヨンベ、イ・フサン（이후상）[60]。
- TWICE「SAY SOMETHING」10月26日、アルバム「Eyes wide open」収録。作詞・作曲・編曲：チョン・ホヒョン（정호현、e.one）、イギ。

### 2021年
- Cherry Bullet「Love So Sweet」1月26日、ミニアルバム「Cherry Rush」表題曲。作詞・作曲・編曲：ソ・ヨンベ、ミンキ[要出典]。
- IU「ライラック（라일락）」3月25日、フルアルバム「LILAC」表題曲。作詞：IU、作曲：イム・スホ、Dr.Jo、ウンキム、N!ko、編曲：イム・スホ、ウンキム、N!ko[要出典]。
- ユキカ「Insomnia」（韓国語版）（日本語版）韓国語版は4月7日、ミニアルバム「timeabout,」表題曲。作詞：ウンキム、N!ko、リムゴ（림고）、イム・スホ、作曲・編曲：ウンキム、N!ko、イム・スホ[要出典]。日本語版は5月19日、デジタルシングル、日本語作詞：ユキカ[61]。
- THE BOYZ「O Sole Mio(오솔레미오/The Red Wedding) 」4月、シングル「KINGDOM <RE-BORN> Pt. 1」。作詞・作曲：CR KIM、ソ・ヨンベ[62]。

### 2022年
- チェ・ハート (최하트、Choi HEART)「Elastic Love」（韓国語版）（日本語版）作詞：C-no、作曲・編曲：SWEETCH / ddodde。韓国語版は2月7日、日本語版は2月23日、いずれも配信シングル[63]。
- Cherry Bullet「Love In Space」3月2日、ミニアルバム「Cherry Wish」表題曲。作詞・作曲・編曲：ソ・ヨンベ、ミンキ。
- Cherry Bullet「Broken」「Cherry Wish」収録。作詞・作曲・編曲：ソ・ヨンベ、ミンキ。
- キム・ジェファン「달팽이 (カタツムリ/Snail) 」6月5日、シングル。作詞・作曲：ソ・ヨンベ、編曲：Inf、ストリングスアレンジ：クォン・ソコン。

### 2023年
- イ・チェヨン（元IZ*ONE）「Intro: Line By Line」4月12日、ミニアルバム「Over The Moon」収録、作詞・作曲・編曲：ソ・ヨンベ[要出典]。
- イ・チェヨン「KNOCK」「Over The Moon」表題曲、作詞・作曲：ソ・ヨンベ、ユ・ジュイ（유주이）、編曲：ソ・ヨンベ。
- イ・チェヨン「I Don't Wanna Know」「Over The Moon」収録、作詞・作曲・編曲：ソ・ヨンベ、キム・ミンギ（김민기）。
- イ・チェヨン「Don't Be A Jerk」「Over The Moon」収録、作詞・作曲：ソ・ヨンベ、イ・フサン、ユ・ジュイ、編曲：ソ・ヨンベ、イ・フサン。